# Naundorf (Diera-Zehren)
Naundorf ist ein Ortsteil der sächsischen Gemeinde Diera-Zehren im Landkreis Meißen. Der Ort wurde mit seinen damaligen Ortsteilen Hebelei und Göhrisch am 1. November 1935 nach Niederlommatzsch eingemeindet, mit dem er am 1. Januar 1994 zur Gemeinde Zehren und am 1. Januar 1999 zur Gemeinde Diera-Zehren kam.

## Geographie

### Geographische Lage und Verkehr
Naundorf liegt links der Elbe zwischen der Kreisstraße 8071 und der Bundesstraße 6 etwa vier Kilometer von Zehren entfernt. Der Ortsteil ist einer der nördlichsten Diera-Zehrens. Er befindet sich in der Lommatzscher Pflege. Nördlich des Orts wurde das Wölkische Wasser zu einem kleinen See angestaut. In der südlichen Ortsflur von Naundorf befindet sich der Eckardsberg, mit 182,4 m die höchste Erhebung von Diera-Zehren.

### Nachbarorte
| Oberlommatzsch mit Windorf |                                             | Niederlommatzsch     |
| Wölkisch                   | Kompassrose, die auf Nachbargemeinden zeigt | Hebelei mit Göhrisch |
| Obermuschütz               | Niedermuschütz                              |                      |

## Geschichte
Das Gassendorf auf Gewannflur Naundorf wurde im Jahr 1220 erstmals urkundlich als Nuvendorf (zum neuen Dorf) urkundlich genannt. Ursprünglich war der Ort zum Castrum Meißen gehörig. Im Jahr 1404 wurde das größte Gut im Ort als Rittersitz erwähnt, gleichzeitig existierte zu dieser Zeit ein Vorwerk im Ort. Vermutlich wurden beide schon kurz nach deren Nennung wieder aufgegeben, denn ab 1547 wurde Naundorf bis ins 19. Jahrhundert als Amtsdorf des kursächsischen bzw. königlich-sächsischen Schulamts Meißen geführt. Naundorf hatte einen Ortsteil Hebelei, welcher in neuerer Zeit als eigener Ortsteil geführt wird. In der Flur von Hebelei befindet sich die Siedlung Göhrisch, bestehend aus den Resten der Wallburg Göhrisch, dem Göhrischgut und der Göhrischgärtnerei, welche im Gegensatz zu Naundorf und Hebelei bis ins 19. Jahrhundert zum Erbamt Meißen gehörten. Naundorf mit Hebelei und Göhrisch ist nach Zehren gepfarrt und gehört bis heute zur dortigen Kirchgemeinde.
Bei den im 19. Jahrhundert im Königreich Sachsen durchgeführten Verwaltungsreformen wurden die Ämter aufgelöst. Dadurch kam Naundorf mit Hebelei und Göhrisch im Jahr 1856 unter die Verwaltung des Gerichtsamts Meißen und 1875 an die neu gegründete Amtshauptmannschaft Meißen. Im Jahr 1900 betrug die Größe der Gemarkung 339 Hektar. 1925 lebten von 277 Einwohnern 267 evangelisch-lutherische Bürger und ein Katholik im Ort.
Am 1. November 1935 wurde Naundorf nach Niederlommatzsch eingemeindet. Im Jahr 1938 erfolgte die Umgliederung der Wölkischhäuser von Naundorf in die Gemeinde Wölkisch.
Naundorf kam durch die Kreisreform 1952 zum aus der Amtshauptmannschaft gebildeten Kreis Meißen im Bezirk Dresden, der sich in der Nachwendezeit mehrmals vergrößerte. Am 1. Januar 1994 wurde Niederlommatzsch mit seinen Ortsteilen nach Zehren eingemeindet. Diera und Zehren schlossen sich am 1. Januar 1999 zu Diera-Zehren zusammen, seitdem sind Naundorf und sein einstiger Ortsteil Hebelei jeweils eigenständige Ortsteile dieser Gemeinde.

### Entwicklung der Einwohnerzahl
| Jahr | Einwohnerzahl                           |
| ---- | --------------------------------------- |
| 1551 | 10 besessene Mann, 13 Inwohner          |
| 1764 | 14 besessene Mann, 2 Gärtner, 2 Häusler |
| 1834 | 245                                     |
| 1871 | 235                                     |
| 1890 | 216                                     |
| 1910 | 245                                     |
| 1925 | 277                                     |
| 2011 | 102                                     |
| 2019 | 93                                      |